# UDP-ガラクツロン酸デカルボキシラーゼ
UDP-ガラクツロン酸デカルボキシラーゼ(UDP-galacturonate decarboxylase、EC 4.1.1.67)は、以下の化学反応を触媒する酵素である。
UDP-D-ガラクツロン酸 {\displaystyle \rightleftharpoons } UDP-L-アラビノース + CO2
従って、この酵素の基質は、UDP-ガラクツロン酸のみ、生成物は、UDP-アラビノースと二酸化炭素の2つである。
この酵素はリアーゼ、特に炭素-炭素結合を切断するカルボキシリアーゼに分類される。系統名は、UDP-D-ガラクツロン酸 カルボキシリアーゼ (UDP-L-アラビノース形成)(UDP-D-galacturonate carboxy-lyase (UDP-L-arabinose-forming))である。他に、UDP-galacturonic acid decarboxylase、UDPGalUA carboxy lyase、UDP-D-galacturonate carboxy-lyase等とも呼ばれる。この酵素は、糖ヌクレオチドの代謝に関与している。